# Emisora Nuevo Mundo
La Emisora Nuevo Mundo fue una destacada emisora de radio colombiana que desempeñó un papel fundamental en el desarrollo de la radiodifusión en el país durante la segunda mitad del siglo XX. 

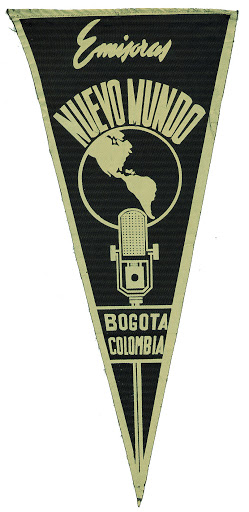
Logo Emisora Nuevo Mundo

## Historia
La emisora fue fundada en 1948 como parte de un esfuerzo por establecer una empresa radial de alcance nacional. Surgió de la fusión de la visión empresarial de William Gil Sánchez y el respaldo financiero de un grupo de inversionistas bogotanos asociados al periódico El Liberal. Esta unión dio lugar a la creación de la empresa "Radiodifusión Interamericana", que posteriormente se denominaría Nuevo Mundo.
La consolidación de Emisora Nuevo Mundo como una cadena de radio nacional se logró mediante la adquisición estratégica de La Voz de Antioquia y la Compañía Colombiana de Radiodifusión. La emisora se convirtió rápidamente en una de las más populares y respetadas de Colombia, atrayendo a una audiencia fiel en todo el país. 

## Programación y Contribuciones Culturales
La programación de Emisora Nuevo Mundo abarcaba una amplia variedad de géneros y formatos, incluidas radionovelas, radioteatros, música, noticias y programas de entretenimiento. La emisora se destacó por su compromiso con la calidad y la innovación, ofreciendo contenidos que reflejaban la diversidad y riqueza cultural de Colombia. 
Una de las contribuciones culturales más importantes de Emisora Nuevo Mundo fue la adquisición de los derechos de la obra "El derecho de nacer" de Félix B. Cagnet. La retransmisión de esta obra no solo fue un éxito en términos de audiencia, sino que también generó debates y reflexiones sobre temas sociales y éticos en la sociedad colombiana. 

## Transición a Caracol y Adquisición por Julio Mario Santo Domingo
La transición de Emisora Nuevo Mundo a Cadena Radial Colombiana (Caracol) de marcó un hito importante en la historia de los medios de comunicación en Colombia. Esta transformación se llevó a cabo con el objetivo de fortalecer la identidad de la cadena y ampliar su alcance en el mercado colombiano. 
Bajo el liderazgo de Julio Mario Santo Domingo, destacado empresario colombiano y figura clave en la industria de los medios de comunicación en el país, Caracol se convirtió en una de las principales cadenas de radio y televisión en Colombia.

## Legado
El legado de Emisora Nuevo Mundo perdura hasta el día de hoy, recordado como un hito en la historia de los medios de comunicación en Colombia. Su compromiso con la excelencia, la innovación y la diversidad continúa inspirando a generaciones de profesionales de la radio en Colombia y en todo el mundo. Emisora Nuevo Mundo no solo dejó una huella indeleble en el panorama radiofónico colombiano, sino que también contribuyó al enriquecimiento cultural y social del país.